# Ante Nižetić (ribarski izumitelj)
Ante Nižetić, hrvatski ribar i izumitelj.
Izumio je 1960-ih ribarske mreže od sintetskog materijala. Zahvaljujući tom njegovom izumu, zamijenilo se dotadašnje skupe pamučne, koje su za razliku od umjetne tvari, bile prirodne i podložne djelovanju organizama koji su ih izjedali te ih tako brzo trošili, otežavali održavanje. Kao takve su imale kratak rok trajanja i ribari su morali ih u dosta manjem vremenu ih otplatiti.
Bio je još jednim od Hrvata koji je otišao u Ameriku na obale Tihog oceana. Vrlo brzo je uvidio da se sintetski materijal osim na kopnu može dobro iskoristiti i na moru. Njegove mreže i Puratićevo vitlo su revolucionirali ribarstvo. Od onda se moralo uložiti znatno manje novca, nije bilo preteško rukovati, a investicija je dugo donosila prinose. Pored toga, sintetski materijal bio je slabije vidljiv morskim organizmima što je uvišestručilo ulov.